# 布阿拉寧旗鱂
布阿拉寧旗鱂，為輻鰭魚綱鯉齒目鰕鱂亞目鰕鱂科的其中一種，為熱帶淡水魚，被IUCN列為瀕危保育類動物，分布於非洲奈及利亞、喀麥隆及中非共和國淡水流域，體長可達5公分，棲息在高地草原的溪流底中層水域，生活習性不明，可作為觀賞魚。

## 擴展閱讀
維基物種上的相關：布阿拉寧旗鱂